# Inmigración árabe en España
La presencia de árabes en España (en árabe: عرب إسبانيا‎), entendiendo árabe como persona del mundo árabe y no exclusivamente de Arabia puede remontarse a los inicios del siglo VIII con la conquista omeya de Hispania que acabó en la creación de Al-Ándalus, un territorio de la península ibérica considerado parte del mundo árabe hasta el final de la Reconquista.
Actualmente, la inmigración árabe en España se considera especialmente la venida del Magreb, Egipto y gran parte de Oriente Próximo, no considerando en muchas ocasiones países del mundo árabe más saharianos o subsaharianos como Sudán del Norte, Eritrea o Somalia. Tampoco se considera inmigración árabe la llegada de ciudadanos de países donde el Islam en la religión oficial pero no son parte del mundo árabe como Turquía, Irán, Pakistán, Bangladés o Indonesia.
Durante la década del 2010, debido a la Primavera Árabe, muchos países de la Unión Europea, entre ellos España, vieron aumentar notablemente la llegada tanto de refugiados como de inmigrantes irregulares empujados por conflictos iniciados en el movimiento (Revolución tunecina, guerra de Libia de 2011, guerra civil siria...).
La población árabe en España se calcula entre 1,6 y 2 millones de personas, siendo la marroquí la más numerosa de ella con diferencia. El aumento de este grupo poblacional y su bajo nivel de integración en la cultura española, ha generado cierto rechazo por alguna parte de la sociedad española.

## Por países
| Inmigración en España desde el Mundo árabe |
| --- |
| Marroquí Argelina Tunecina Libia Saharaui Egipcia Saudí Somalí Norsudanesa Mauritana Libanesa Palestina Cisjordana Siria Iraquí Yemení Omaní Emiratí Catarí Kuwaití Yibutiana |
| Nota: Artículos sobre la inmigración en España de cada país del Mundo árabe.                                                                                                  |